# Südwestdeutsche Medien Holding
Die Südwestdeutsche Medien Holding GmbH (SWMH; Eigenschreibweise auch Südwestdeutsche Medienholding, früher Stuttgarter Zeitungsverlag GmbH) ist ein deutsches Medienunternehmen mit Sitz in Stuttgart. Durch den Zukauf jeder Tageszeitung im Großraum Stuttgart hat sich SWMH dort zu einem Quasi-Monopol entwickelt.

## Geschichte
Die Ursprünge des Unternehmens gehen auf die am 24. November 1909 gegründete Stuttgarter Zeitungsverlag GmbH zurück, die am 30. Juni 2000 in Südwestdeutsche Medien Holding GmbH umbenannt wurde.
In seiner jetzigen Form auf der Eigentümerseite entstand das Unternehmen 1970 durch den Verkauf der Anteile der Unternehmerfamilie Robert Bosch zu jeweils gleichen Teilen an die Medien Union (Ludwigshafen), an eine zu diesem Zweck gebildete Gruppe Württembergischer Verleger (jeweils 29,04 Prozent) und an Luise Madsack (29,06 Prozent), Witwe von Erich Madsack von der heutigen Mediengruppe Madsack, auf der Seite der zugehörigen Medienunternehmen im Jahre 2008 durch die Bündelung der Zeitungsgruppe Stuttgart (ZGS) und der Schwarzwälder Bote Mediengruppe in Oberndorf am Neckar unter der neu gebildeten Medienholding Süd GmbH (MHS) und der Übernahme des Süddeutschen Verlags in München als zweiter Tochtergesellschaft.
Heute ist die Gruppe Herausgeber von 16 Zeitungen, über 150 Fachinformationstiteln und 16 Anzeigenblättern. Darüber hinaus verfügt sie über zahlreiche Radiobeteiligungen, eine Fernseh-Produktionsgesellschaft, Druckereien, Post- und Logistikunternehmen, IT-Dienstleister sowie viele weitere Unternehmen, die im Umfeld des Verlagsgeschäfts tätig sind. Sie ist an über 30 Standorten in weiten Teilen Deutschlands und mit ihren Fachinformationstiteln auch im Ausland präsent. Insgesamt beschäftigt die Südwestdeutsche Medienholding rund 6100 Mitarbeiter.

## Struktur

### Medienholding Süd
Die Medienholding Süd GmbH mit Sitz in Stuttgart ist eine mit Wirkung zum 1. Januar 2008 neu gegründete Zwischenholding, bestehend aus:
- den Unternehmensgruppen der Zeitungsgruppe Stuttgart:[10][11] Hierzu gehören unter anderem die Stuttgarter Nachrichten Verlagsgesellschaft mbH (Beteiligung der SWMH: 80 Prozent; verlegt unter anderem die Stuttgarter Nachrichten), die Stuttgarter Zeitung Verlagsgesellschaft mbH & Co. KG (Beteiligung der SWMH: 100 Prozent; verlegt unter anderem die Stuttgarter Zeitung) sowie seit 2016 mehrheitlich die Eßlinger Zeitung. Bis Anfang 2007 waren die Erben von Erich Schairer, einem der Mitherausgeber der ersten Nachkriegsjahre, zu 25 Prozent an der Stuttgarter Zeitung Verlagsgesellschaft beteiligt, diese verkauften ihre Anteile rückwirkend zum 1. Januar 2007 an die SWMH.

- dem zeitgleich übernommenen Schwarzwälder Boten. Die Schwarzwälder Bote GmbH & Co. KG (eine Holding der Familie Brandecker Erben, zu der auch der Verleger des Schwarzwälder Boten Richard Rebmann gehört) bringt hierbei ihre 90-Prozent-Beteiligung an der Schwarzwälder Bote Mediengesellschaft mbH (SBM) ein, die SWMH ihren schon zuvor bestehenden 10-Prozent-Anteil an der SBM.[12]

Die SWMH hält an der Medienholding Süd 82 Prozent, die Schwarzwälder Bote GmbH & Co. KG ist zu 18 Prozent beteiligt.
Der Schwarzwälder Bote erzielt eine verkaufte Auflage von 121.779 Exemplaren (IVW III/2012) und beschäftigt knapp 1000 Mitarbeiter (Stand 2007). Die Stuttgarter Zeitung und die Stuttgarter Nachrichten erreichen gemeinsam eine verkaufte Auflage von 191.338 Exemplaren (IVW III/2012). Zusammen mit den Mantelpartnern erreichen die Stuttgarter Nachrichten eine verkaufte Auflage von zusammen 372.795 Exemplaren (IVW IV/2007).
Die 27 Partnerzeitungen der Stuttgarter Zeitung Anzeigengemeinschaft erzielen eine verkaufte Auflage von 434.926 (IVW III/2012).
Zu den Hauptunternehmensgruppen der Medienholding Süd gehören jeweils diverse Schwestergesellschaften und Beteiligungsgesellschaften: Druckereien, Anzeigenblätter, diverse Beteiligungen an Rundfunksendern und Online-Portalen, sowie an mehreren Direktvertriebsunternehmen (Haushaltswerbung, Telefonmarketing) und Postdienstleistern. Die Medienholding Süd GmbH hält darüber hinaus zahlreiche unmittelbare oder mittelbare Beteiligungen an Verlagen.
Ende Mai 2025 wurde bekannt, dass die SWMH den von ihr gehaltenen Anteil von 82 % an der Medienholding Süd an die Neue Pressegesellschaft Ulm und den Bereich Fachmedien an die Medien Union aus Ludwigshaben verkaufen möchte. Der Verkauf steht unter Vorbehalt der Zustimmung des Bundeskartellamts.

### Süddeutscher Verlag
In den Süddeutschen Verlag in München (verlegt vor allem die Süddeutsche Zeitung, Auflage rund 305.000 Exemplare, Umsatz mehr als 700 Millionen Euro) hielt die SWMH seit 2002 bereits 18,75 Prozent und ein Vorkaufsrecht auf Basis des Einheitswertes für weitere Anteile. Mit Wirkung zum 29. Februar 2008 erwarb die SWMH im Dezember 2007 die Anteile von vier der verbliebenen fünf Gesellschafterfamilien (Dürrmeier, Goldschagg, Schwingenstein und von Seidlein) und besitzt seitdem 81,25 Prozent. Die Gesellschafterfamilie um den Verleger Johannes Friedmann (Abendzeitung) verkaufte nicht. Mit dem Erwerb der SZ-Mehrheit wurde das Konglomerat aus SWMH und Medien Union neben der Axel Springer AG und der WAZ-Mediengruppe zu einer der drei größten Tageszeitungsgruppen in Deutschland.
Der Süddeutsche Verlag ist Mehrheitsgesellschafter der Zeitungsgruppe Hof/Coburg/Suhl/Bayreuth (HCSB) mit Regionalzeitungen in Nordbayern und Südthüringen (Frankenpost, Freies Wort, Neue Presse, Südthüringer Zeitung, Meininger Tageblatt, Nordbayerischer Kurier) sowie über die Tochtergesellschaft Süddeutscher Verlag Hüthig Fachinformationen GmbH Verleger diverser Fachpublikationen (u. a. Werben & Verkaufen).

## Gesellschafter
Die Hauptgesellschafter der SWMH sind (Stand November 2015) mit je 25,67 Millionen Euro, entsprechend je 47,54 Prozent des Gesamtkapitals von 54 Millionen Euro, die
- Medien-Union GmbH mit Sitz in Ludwigshafen und die
- Gruppe Württembergischer Verleger (GWV) mit Sitz im Hause der Neuen Pressegesellschaft in Ulm.

Ferner sind drei Minderheitsgesellschafter mit zusammen 1,92 Millionen Euro beziehungsweise 3,56 Prozent und die SWMH selbst mit zwei Anteilen zu insgesamt 0,73 Millionen Euro entsprechend 1,35 Prozent Anteilseigner.
Haupteigner der Medien-Union ist die Verlegerfamilie um Thomas Schaub. Zu ihr zählen Die Rheinpfalz, die Freie Presse mit Sitz in Chemnitz, die Westermann Druck- und Verlagsgruppe, mit zahlreichen in der MOIRA Rundfunk GmbH gebündelten Beteiligungen an Radiosendern.
Die Gruppe Württembergischer Verleger (GWV) ist ein Pool aus 40 Anteilen, die aber gemäß § 4 des Gesellschaftervertrags der SWMH als ein Gesellschafter gelten. Die einzelnen Anteile werden von Verlagen und Druckereien mit Sitz in Baden-Württemberg sowie von Erbengemeinschaften und Einzelpersonen gehalten.
Die beiden größten Anteile in dieser Gruppe werden gehalten von der Ebner Pressegesellschaft KG (die der Familie von Eberhard Ebner gehört) mit 11,89 Prozent, und von Ruth Aberle mit 7,39 Prozent. Die Neue Pressegesellschaft (Südwest Presse) gehört zu gleichen Teilen der Ebner Pressegesellschaft KG und der ZVD Mediengesellschaft mbH, die wiederum zu gleichen Teilen der Ruth Aberle und der Württemberger Zeitung GmbH gehört; letztere ist eine 100-prozentige Tochter der Medienholding Süd (siehe oben). Die ZVD Mediengesellschaft ist darüber hinaus mit 36 Prozent beteiligt an der Zeitungsverlag GmbH & Co Waiblingen KG, dem Verlag der Waiblinger Kreiszeitung, und hält überdies einen eigenen Anteil an der SWMH. Karl Aberle war der Verleger der Neuen Württembergischen Zeitung, die 1974 in der Südwest Presse aufging.
Zwei weitere Anteile von mehr als vier Prozent werden gehalten von der PZ Media GmbH & Co KG, dem Verlag der Pforzheimer Zeitung mit 6,25 Prozent und der Druck und Medien Heilbronn GmbH, dem Verlag der Heilbronner Stimme mit 4,73 Prozent. Die anderen 36 Anteile aus der GWV rangieren von 1,95 Prozent bis herunter zu 0,03 Prozent.
Die Beteiligung der Medien-Union und der Neuen Pressegesellschaft datiert aus dem Jahre 1970, als die beiden Firmen die Anteile der Unternehmerfamilie Bosch (Robert Bosch GmbH) an der damals noch Stuttgarter Verlagsgesellschaft heißenden SWMH übernahmen.
Beschlüsse der Gesellschafterversammlung müssen laut Satzung mit Zwei-Drittel-Mehrheit beschlossen werden.:S.8

## Leitung
Seit 1990 war Jürgen Dannenmann Geschäftsführer. Er schied zum 31. Dezember 2007 aus Altersgründen aus. Sein Nachfolger wurde im Rahmen der Rochade mit dem Schwarzwälder Boten am 1. Januar 2008 Richard Rebmann. Rebmann trat Ende Juni 2018 in den Ruhestand. Sein Nachfolger ist Christian Wegner. Seit 2012 wird die SWMH von einer Doppelspitze geführt. Neben dem Vorsitzenden der Geschäftsführung gibt es seitdem mit Alexander Paasch einen weiteren Geschäftsführer auf Holding-Ebene. Er ist vor allem für die kaufmännischen Bereiche zuständig. Auf Ebene der SWMH-Tochtergesellschaft Medienholding Süd GmbH (MHS) ist seit Mai 2015 Herbert Dachs als Geschäftsführer für die baden-württembergischen Regionalzeitungen der Gruppe verantwortlich. Die Tochtergesellschaft Süddeutscher Verlag wird von Stefan Hilscher und Karl Ulrich geführt. Während Hilscher den Unternehmensbereich „Süddeutsche Zeitung“ leitet, verantwortet Ulrich die Fachinformationen der Gruppe.
Die Gesellschaft hat einen Aufsichtsrat mit sechs stimmberechtigten Mitgliedern und zwei Stellvertretern, der seine Beschlüsse mit einfacher Mehrheit fasst. Davon entsenden die Gruppe der Württembergischen Verleger und die Medien Union jeweils drei stimmberechtigte Mitglieder und einen Stellvertreter (§ 10 des Gesellschaftervertrages).:S.8 Bei „Stichentscheiden“ kann gemäß § 10 a ein erweiterter Aufsichtsrat einberufen werden.:S.9
Vorsitzender des SWMH-Aufsichtsrats war bisher Oliver Dubber. Er wurde ab Juli 2018 durch Fritz-Jürgen Heckmann abgelöst. Weitere Aufsichtsratsmitglieder sind bzw. waren unter anderem Karsten Müller,  Michael Stahl und Rolf-Dieter Leister (Luzern).

## Kennzahlen
Die Geschäftszahlen des Konzerns zum Geschäftsjahr 2016 (mit Angaben zum Vorjahr 2015 in Klammern):
- Umsatz: 879,19 Millionen Euro (Vj.: 851,92 Mio. Euro)
  - davon Werbemarkt: 311,15 Millionen Euro (Vj.: 311,49 Mio. Euro)
  - davon Lesermarkt: 61,50 Millionen Euro (Vj.: 62,60 Mio. Euro)
  - davon Bücher/Zeitschriften: 43,67 Millionen Euro (Vj.: 42,27 Mio. Euro)
  - davon Druck: 155,25 Millionen Euro (Vj.: 138,90 Mio. Euro)
- Mitarbeiter: 5838 (Vj.: 5371)
  - davon Angestellte: 4716 (Vj.: 4294)
  - davon gewerbliche Arbeitnehmer: 1122 (Vj.: 1077)

## Titel und Auflagenhöhen
Die zur Holding gehörenden Verlage sind Herausgeber von 16 Tageszeitungen, mehr als 150 Fachinformationstiteln, 16 Anzeigenblättern und halten mehr als 35 Radiobeteiligungen. Die Tageszeitungen der Südwestdeutschen Medienholding erreichen insgesamt eine Auflage von täglich rund einer Million Exemplare.
| Titel                                                               | Auflage | Bemerkung                                                                                      |
| ------------------------------------------------------------------- | ------- | ---------------------------------------------------------------------------------------------- |
| Süddeutsche Zeitung                                                 | 314.235 | (IVW 4/2021, Mo–Sa)                                                                            |
| Freies Wort, Frankenpost Neue Presse (Coburg), Südthüringer Zeitung | 118.913 | An den Verlagen dieser Regionalzeitungsgruppe ist auch die DDVG beteiligt. (IVW 4/2021, Mo–Sa) |
| Stuttgarter Zeitung, Stuttgarter Nachrichten                        | 173.241 | getrennte Redaktionen                                                                          |
| Schwarzwälder Bote                                                  | 101.848 |                                                                                                |
| Sonntag Aktuell                                                     | 621.945 | wurde am 27. März 2016 eingestellt                                                             |
| Bayerische Staatszeitung                                            |         |                                                                                                |
| Werben & Verkaufen                                                  | 16.571  | Verbreitete Auflage. (IVW Q4/2021)                                                             |
| Medical Tribune                                                     | 56.161  |                                                                                                |

Die 2011 erworbenen Anteile an der Märkisches Verlags- und Druckhaus GmbH (MVD), zu der unter anderem der Oranienburger Generalanzeiger und die Märkische Oderzeitung gehören, hat die SWMH Ende 2012 an den Partner Neue Pressegesellschaft (Ulm) verkauft.